# Kate Jackson
Kate Jackson, född 29 oktober 1948 i Birmingham, Alabama, är en amerikansk skådespelare. Hon är mest känd i rollen som Sabrina Duncan i Charlies änglar.

## Filmografi (urval)
| År        | Titel                   | Roll                          | Kommentar                       |
| --------- | ----------------------- | ----------------------------- | ------------------------------- |
| 1970–1971 | Dark Shadows            | Daphne Collins                | TV-serie                        |
| 1971      | Night of Dark Shadows   | Tracy Collins                 |                                 |
| 1972–1976 | The Rookies             | Jill Danko                    | TV-serie                        |
| 1976–1979 | Charlies änglar         | Sabrina Duncan                | TV-serie                        |
| 1983–1987 | Scarecrow and Mrs. King | Mrs. Amanda King              | TV-serie                        |
| 2007      | Criminal Minds          | Ambassadör Elizabeth Prentiss | Avsnittet "Honor Among Thieves" |